# Антисемитизм без евреев
Антисемити́зм без евре́ев — явление враждебности по отношению к евреям даже там, где нет или почти нет еврейского населения. Иногда такая враждебность бывает даже более выраженной, чем в местах с постоянным еврейским присутствием.

## Терминология
Антисемитизм проявляется в ряде эпох в новой форме. Послевоенный антисемитизм в Восточной Европе, когда имело место преобладание неявных преследований над прямыми атаками, был впервые обозначен Паулем Лендваем как «антисемитизм без евреев». Традиционный антисемитизм может также принимать вид так называемого антисионизма и в той же мере способствовать пробуждению и проявлению скрытой вражды по отношению к евреям.

## Польша
Изначально это явление возникло в связи с ситуацией в Польше: несмотря на катастрофическое уменьшение еврейского населения (с 3,3 млн в 1939 году до менее чем 10 тысяч в 1991) масштабы антисемитизма среди поляков остаются высокими.
В ходе Холокоста в Польше было уничтожено от 2,8 до 3 млн евреев или 85 % еврейского населения самой большой еврейской общины в Европе.
Через год после окончания войны, в июле 1946 года, в городе Кельце, в котором оставалось на тот момент около 200 евреев, в результате погрома было убито более 40 человек. Вследствие этого погрома Польшу покинули 60 тысяч евреев.
К 1950 году около 150 тыс. евреев покинули страну. С середины 1950-х гг. национализм приобрёл в Польше официальный характер, что стало основой для новой антисемитской кампании — с начала 1960-х гг. евреи стали вытесняться из партийно-государственного аппарата. В 1967-68 гг. «борьба с сионизмом», основанная тогдашним польским лидером Владиславом Гомулкой, привела к эмиграции 2/3 из оставшихся в Польше 30 тыс. евреев. Таким образом, к 1970 году в стране оставалось около 6 тыс. евреев, преимущественно пожилых людей.
Несмотря на незначительное число евреев в стране, в Польше продолжают отмечаться массовые антисемитские настроения и антиеврейские акции. Опросы, проведённые в конце 1990-х годов, показывают один из самых высоких уровней антисемитизма в Европе.
Польский социолог Славомир Новотны называет это явление «платоническим антисемитизмом». Александер Герц отмечает, что «антагонизм к определённым людям не зависит от их численности, объективной роли и „чужеродности“», а Рут Грубер считает, что те, кто не сталкивался с живыми евреями, направляет свою ненависть на евреев как символ или концепцию.
В 2018 году в Польше был принят закон об уголовной ответственности за утверждения, что поляки принимали участие в преступлениях Холокоста, он был отменен под давлением Евросоюза.

## Другие страны
Проблемы с массовым антисемитизмом без евреев наблюдается в ряде других стран. Так, схожие с Польшей тенденции наблюдаются в Венгрии, Румынии и Словакии, где сотни тысяч евреев были уничтожены во время Холокоста, а остальные эмигрировали.

### Япония
В Японии, стране, где практически полностью отсутствует еврейское население (1000 человек на 127 миллионов населения), существовали антисемитские настроения, проявившиеся в попытке отрицания Холокоста. Журнал под названием «Марко Поло» опубликовал в январе 1995 года статью, выпущенную по случаю пятидесятилетия освобождения Освенцима, которая оспаривала факт Холокоста. Протесты, последовавшие за этим, привели к увольнению главного редактора и закрытию журнала. Негативные стереотипы в отношении евреев и антисемитская литература, выходившая в Японии со второй половины 1980-х годов, имеют в основном европейское происхождение.

### Чечня
Правящие круги в Чеченской Республике Ичкерия в своей информационной политике пропагандировали антисемитизм. Историк Лема Вахаев приводит один из примеров антисемитского высказывания ваххабитов: «Чтобы иметь иудейский метод мышления, необязательно являться евреем по крови или становиться таковым, сроднившись с „дочерью Сиона“. Достаточно быть лицемером, трусом и скрягой… Недолго осталось ждать … когда о Чечне скажут: „Очередная Иудея“». Другим примером является выступление Аслана Масхадова «Сегодня я вынужден признать, что у нас есть ваххабитская идеология, которая делает из нашей молодёжи роботов, отравляет её сознание. Эта идеология привносится искусственно. Её внедряют и распространяют наши враги и евреи…». По мнению Вахаева, данное высказывание отражало мышление сепаратистов, находящихся у власти: «Антисемитизм сегодня привносится в чеченское общество правящей элитой, значительная часть которой находится под влиянием исламских радикалов-фундаменталистов. Именно поэтому на контролируемом движением ваххабитов телеканале „Кавказ“ лейтмотив „Нам равных нет. Мы всё сметём. Держись, Россия — мы идём!“ неразрывно связан с призывом „Будет наш Иерусалим!“». В официальной сепаратистской газете по поводу убийства сепаратистами заложников-англичан говорилось: «Перед цивилизованным миром мы в очередной раз предстали в образе средневековых дикарей… Спецслужбы России и Израиля сегодня ликуют. Как и все явные и тайные враги ЧРИ».
Как писал в своей книге представитель российского отделения Антидиффамационной лиги Василий Лихачёв:

Информационное обеспечение чеченским сепаратистам осуществлял Мовлади Удугов, известный своими антисемитскими взглядами. В результате после временной победы сепаратистов в 1996—1999 годах Чечня стала регионом победившего антисемитизма (что прекрасно иллюстрирует тезис о возможности антисемитизма без евреев — ведь речь идёт о мифологии, а не о реальном противостоянии с реальным врагом). Журналисты с удивлением констатировали, что «до войны чеченцы относились к этому народу достаточно доброжелательно, сегодня же ситуация резко изменилась». Чеченские боевики в интервью журналистам утверждали, что «чеченцы стали жертвой мирового сионистского заговора», или что «евреи руками глупых русских убивают мусульман».

Георгий Заалишвили, который провёл около года в плену в Чечне, отмечал:

«Больше всего фундаменталисты по каким-то причинам ненавидели не русских, а евреев. Они снабжали меня литературой, которая в основе своей была такой же, которую распространяют в Москве „Память“ и ей подобные организации. Жидо-масонский заговор был одной из излюбленных тем для бесед».

В своём интервью предводитель группировки сепаратистов «Западный фронт ВС ЧРИ» Доку Умаров заявил: 
Враги называют Джихад терроризмом. Это тоже одна из пропаганд сионизма, еврейское лобби, которое заправляет сегодня всей информационной системой в этом мире, старается очернить сегодня наш джихад, оклеветать наш джихад и наш народ какими-то именами… Сегодня евреи, сплотив те государства, которые подконтрольны им, объединили весь христианский мир для уничтожения мусульман… Я думаю, что мы стоим на пороге больших событий, когда мусульманский мир просыпается и понимает, что, вместо того, что бы они были рабами Аллаха, они были рабами евреев. Так что, я думаю, братья-мусульмане поднимутся на большой джихад.

### Турция
На конец 2009 года в Турции проживала одна из самых многочисленных еврейских общин в мусульманском мире — 23 тысячи человек. Это составляет всего лишь чуть более 0,03 % населения страны. Большинство из них живёт в Стамбуле.
Несмотря на ничтожную долю еврейского населения в Турции, антисемитские настроения являются весьма распространёнными в турецком обществе. Особый всплеск таких настроений произошёл после войны в Ливане в 2006 году, проведения Израилем операции «Литой свинец» в Секторе Газа в декабре 2008 — январе 2009 года и в связи с конфликтом вокруг «Флотилии мира» в мае-июне 2010 года, когда израильским спецназом были убиты турецкие граждане. Одной из причин является тот факт, что критика политики Израиля часто переходит в выражение враждебности к евреям вообще.